# Pitten (rivière)
La Pitten est une rivière autrichienne qui coule dans le land de la Basse-Autriche et constitue une des sources de la Leitha.
Sa longueur est de 23 km, ses eaux font partie du bassin-versant du Danube.